# Barockscholastik
Barockscholastik ist die auf den katholischen Fundamentaltheologen Karl Eschweiler zurückgehende (um 1928) Bezeichnung einer philosophischen Richtung im Katholizismus zwischen ca. 1550 und der Französischen Revolution. Die Barockscholastik wird auch als Spätscholastik bezeichnet. 
Ihre Metaphysik wurde von katholischen Denkern, die meist einem geistlichen Orden angehörten, vertreten. Eine besondere Ausprägung erhielt die Barockscholastik in Spanien an der Universität Salamanca durch Philosophen der spanischen Spätscholastik wie Francisco Suarez und Francisco de Vitoria. Beide sind bedeutende Begründer des modernen Völkerrechts. Neben den thomistischen Dominikanern und Jesuiten spielten auch die Franziskaner in der Tradition des Scotismus eine Rolle: Zu nennen sind Antonius Trombetta, Bartolomeo Mastri (1602–1673), John Punch († 1661), Bonaventura Belluto, in Deutschland Bernhard Sannig.  
Die Barockscholasik umfasst thematisch den gesamten Kanon der philosophischen Themen und bemühte sich um den Aufbau eines Systems im Einklang mit den gültigen theologischen (katholischen) Dogmen. Obschon sie in einigen Vertretern den Anschluss an die neuzeitliche empirische bzw. rationalistische Philosophie suchte, verhielt sie sich im ganzen dem neuzeitlichen Denken gegenüber feindlich und ablehnend. Aufgrund dieser Weigerung verschwand die Barockscholastik aus der philosophischen Diskussion.
Zu ihrer Zeit hatte die Barockscholastik auch bei protestantischen und calvinistischen Denkern beträchtlichen Einfluss, etwa der Molinismus in der Gnadenlehre. Eine Historia literaria als wissenschaftliche Systematik, wie sie etwa Daniel Georg Morhof vertrat, wäre ohne den Einfluss der Barockscholastik nicht möglich gewesen. Auch metaphysische Bestimmungen, wie sich Gott, Gnade und Natur zueinander denken lassen, wurden im protestantischen Bereich rezipiert (siehe Offenbarung).
Die Neuscholastik des 19. und 20. Jahrhunderts knüpfte an einige Denker, vor allem an Franciscus Suarez, und die Diskussionen der Moraltheologie an, griff sonst aber auf die mittelalterliche Philosophie zurück.
Im 20. Jahrhundert belebte sich das philosophiehistorische Interesse an der Barockscholastik, der Begriff wurde von Josef de Vries in der ersten Jahrhunderthälfte geprägt und in den letzten Jahren nimmt die Forschung zu einigen Denkern und Themen einen gewissen Aufschwung.

## Einzelbelege
1. ↑  Claus A. Andersen: Metaphysik im Barockscotismus: Untersuchungen zum Metaphysikwerk des Bartholomaeus Mastrius. Mit Dokumentation der Metaphysik in der scotistischen Tradition ca. 1620-1750. John Benjamins Publishing Company, 2016, ISBN 978-90-272-6692-7 (google.de [abgerufen am 4. September 2022]).